# Hevessy Kálmán Gábor
Hevessy Kálmán Gábor (Budapest, 1946–) belsőépítész tervezőművész.

## Életpályája
Hevessy Kálmán Gábor 1976-ban erdőmérnöki diplomát szerez Sopronban. 1979-ben elvégzi az Iparművészeti Főiskola posztgraduális mesterképzőjét. 1981-ig az USA-ban az észak Illinois-i Egyetem mesterfokozatán tovább képzi magát és Chicagóban designerként dolgozik például Xerox Centernél, Hyatt International Hotelsnél stb. 1984-ben az Iparművészeti Főiskolán számítógépes rajzban továbbképzés, majd 1991-ben ugyanez a művészeti és designer menedzser szinten. 1991-től a Magyar Építész Kamarának és szövetségének tagja. 16 évig volt a bútorértékesítő vállalatnál belsőépítész tervező és művészeti vezető. 1989-től önálló belsőépítész tervezőművész.